# دام همینگوی
دام همینگوی (انگلیسی: Dom Hemingway) فیلمی در ژانر درام، جنایی و کمدی سیاه به کارگردانی ریچارد شپارد است که در سال ۲۰۱۳ منتشر شد.

## خلاصه داستان
دام همینگوی یک خلافکار بدنام است که بعد از دوازده سال حبس از زندان آزاد شده و به خیابان های لندن بازگشته و قصد دارد چیزهایی را که از دست داده است بازپس گیرد. او در سال های زندان همسرش را از دست داده و تنها دخترش "اولین" حالا زنی جوان است که یک فرزند دارد و از پدرش دلخور است.

## بازیگران
- جود لا
- ریچارد ای گرانت
- دمیان بیچیر
- امیلیا کلارک
- کری کندن
- مادالینا دیانا گنه‌آ